# آلیسیا اورتگا د هاسبون

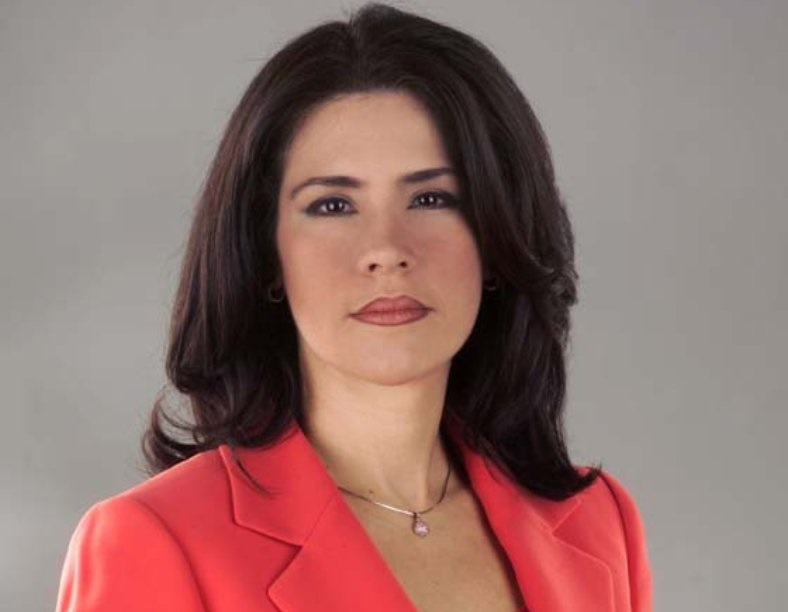

آلیسیا اورتگا د هاسبون (دالاس، ۲ مارس ۱۹۶۶) روزنامه‌نگار آمریکایی با مادر کلمبیایی و پدر کوبایی است. اورتگا در جمهوری دومینیکن ساکن و کار می‌کند.